# Craniolaria
Craniolaria es un género con siete especies de plantas con flores perteneciente a la familia Martyniaceae. Comprende 8 especies descritas y de estas, solo 3 aceptadas.

## Taxonomía
El género fue descrito por Carlos Linneo y publicado en Species Plantarum 2: 618. 1753. La especie tipo es: Craniolaria annua L.

## Especies aceptadas
A continuación se brinda un listado de las especies del género Craniolaria aceptadas hasta julio de 2015, ordenadas alfabéticamente. Para cada una se indica el nombre binomial seguido del autor, abreviado según las convenciones y usos.	
- Craniolaria annua L.
- Craniolaria argentina
- Craniolaria integrifolia